# 82-й меридіан східної довготи
82-й меридіан східної довготи — лінія довготи, що лежить на 82 градуси східніше Гринвіцького меридіана. Вона проходить від Північного полюса через Північний Льодовитий океан, Азію, Індійський океан, Південний океан та Антарктиду до Південного полюса.
82-й меридіан східної довготи формує велике коло разом із 98-тим меридіаном західної довготи.

## Список географічних об'єктів, що перетинає 82° сх. д.
Починаючи на Північному полюсі та рухаючись до Південного полюса, 82-й меридіан східної довготи проходить через:
| Координати                                                 | Країна, територія або море | Примітки                                                                                               |
| ---------------------------------------------------------- | -------------------------- | --- |
| 90°0′ пн. ш. 82°0′ сх. д. / 90.000° пн. ш. 82.000° сх. д.  | Північний Льодовитий океан | |
| 81°7′ пн. ш. 82°0′ сх. д. / 81.117° пн. ш. 82.000° сх. д.  | Карське море               | Проходить західніше острова Усамітнення, Росія                                                         |
| 75°53′ пн. ш. 82°0′ сх. д. / 75.883° пн. ш. 82.000° сх. д. | Росія                      | Проходить через острів Пологий-Сергєєва[ru]                                                            |
| 75°52′ пн. ш. 82°0′ сх. д. / 75.867° пн. ш. 82.000° сх. д. | Карське море               | |
| 75°30′ пн. ш. 82°0′ сх. д. / 75.500° пн. ш. 82.000° сх. д. | Росія                      | Проходить через острови Арктичного Інститута[ru]                                                       |
| 75°7′ пн. ш. 82°0′ сх. д. / 75.117° пн. ш. 82.000° сх. д.  | Карське море               | |
| 73°37′ пн. ш. 82°0′ сх. д. / 73.617° пн. ш. 82.000° сх. д. | Росія                      | |
| 72°17′ пн. ш. 82°0′ сх. д. / 72.283° пн. ш. 82.000° сх. д. | Єнісейська затока          | |
| 71°41′ пн. ш. 82°0′ сх. д. / 71.683° пн. ш. 82.000° сх. д. | Росія                      | |
| 50°48′ пн. ш. 82°0′ сх. д. / 50.800° пн. ш. 82.000° сх. д. | Казахстан                  | |
| 45°9′ пн. ш. 82°0′ сх. д. / 45.150° пн. ш. 82.000° сх. д.  | КНР                        | Сіньцзян Тибет                                                                                         |
| 30°20′ пн. ш. 82°0′ сх. д. / 30.333° пн. ш. 82.000° сх. д. | Непал                      | |
| 27°56′ пн. ш. 82°0′ сх. д. / 27.933° пн. ш. 82.000° сх. д. | Індія                      | Уттар-Прадеш Мадг'я-Прадеш Чхаттісгарх Мадг'я-Прадеш Чхаттісгарх Одіша Чхаттісгарх Одіша Андгра-Прадеш |
| 16°25′ пн. ш. 82°0′ сх. д. / 16.417° пн. ш. 82.000° сх. д. | Індійський океан           | Проходить східніше острова Шрі-Ланка, Шрі-Ланка                                                        |
| 60°0′ пд. ш. 82°0′ сх. д. / 60.000° пд. ш. 82.000° сх. д.  | Південний океан            | |
| 65°47′ пд. ш. 82°0′ сх. д. / 65.783° пд. ш. 82.000° сх. д. | Антарктида                 | Проходить через Австралійську антарктичну територію (претендує Австралія)                              |
| 66°29′ пд. ш. 82°0′ сх. д. / 66.483° пд. ш. 82.000° сх. д. | Море Дейвіса               | Бар'єрна затока[en]                                                                                    |
| 67°24′ пд. ш. 82°0′ сх. д. / 67.400° пд. ш. 82.000° сх. д. | Антарктида                 | Проходить через Австралійську антарктичну територію (претендує Австралія)                              |